# Jürg Röthlisberger
Pour les articles homonymes, voir Röthlisberger.
Jürg Röthlisberger, né le 2 février 1955, est un judoka suisse. Il est sacré champion olympique en 1980 en catégorie des moins de 86 kg.

## Palmarès
| Année | Compétition           | Lieu         | Résultat | Catégorie      |
| ----- | --------------------- | ------------ | -------- | -------------- |
| 1976  | Jeux olympiques       | Montréal     | 3e       | Moins de 93 kg |
| 1977  | Championnats d'Europe | Ludwigshafen | 2e       | Moins de 86 kg |
| 1978  | Championnats d'Europe | Helsinki     | 3e       | Moins de 86 kg |
| 1979  | Championnats d'Europe | Bruxelles    | 1er      | Moins de 86 kg |
| 1980  | Jeux olympiques       | Moscou       | 1er      | Moins de 86 kg |